# Дойз-Ирманс
Дойз-Ирманз (порт. Dois Irmãos) — муниципалитет в Бразилии, входит в штат Риу-Гранди-ду-Сул. Составная часть мезорегиона Агломерация Порту-Алегри. Входит в экономико-статистический микрорегион Грамаду-Канела. Население составляет 28 155 человек на 2006 год. Занимает площадь 65,156 км². Плотность населения — 432,1 чел./км².

## История
Город основан 10 сентября 1959 года.

## Статистика
- Валовой внутренний продукт на 2003 год составлял 472 534 258,00 реалов (данные: Бразильский институт географии и статистики).
- Валовой внутренний продукт на душу населения на 2003 год составлял 18 507,53 реалов (данные: Бразильский институт географии и статистики).
- Индекс человеческого развития на 2000 год составлял 0,812 (данные: Программа развития ООН).